# Kazimierz Gwiazdowski
Kazimierz Gwiazdowski (ur. 10 czerwca 1962 w Radziłowie) – polski polityk, rolnik i samorządowiec, poseł na Sejm V, VI, VIII, IX i X kadencji.

## Życiorys
Legitymuje się wykształceniem średnim technicznym (w 1982 ukończył Technikum Melioracji Wodnych w Białymstoku, wcześniej w okresie 1969–1977 uczęszczał do Szkoły Podstawowej w Mścichach). Do 1984 pracował w Rejonowym Przedsiębiorstwie Melioracyjnym w Grajewie, a następnie w gospodarstwie rolnym, którego właścicielem został w 1986. Od 1988 do 1991 był sołtysem Mścich. W latach 1990–2006 sprawował funkcję wójta gminy Radziłów. Na początku lat 90. był także radnym tej gminy. Był również radnym sejmiku podlaskiego I kadencji (1998–2002) z listy Akcji Wyborczej Solidarność. W wyborach parlamentarnych w 1997 bez powodzenia ubiegał się o mandat poselski z listy Ruchu Odbudowy Polski w województwie łomżyńskim (otrzymał 2592 głosy). 
W latach 1991–1996 był prezesem zarządu gminnego Ochotniczej Straży Pożarnej w Radziłowie. Pełnił także m.in. funkcję prezesa Wiejskiego Klubu Sportowego Znicz Radziłów oraz przewodniczącego Stowarzyszenia Samorządów Dorzecza Biebrzy.
W wyborach parlamentarnych w 2001 i 2005 kandydował do Sejmu z listy Prawa i Sprawiedliwości w okręgu podlaskim, nie uzyskał jednak mandatu. W wyborach samorządowych w 2006 został wybrany ponownie na wójta oraz do sejmiku. Z obu tych funkcji zrezygnował wkrótce po wyborach, zastępując w Sejmie Romana Czepego, który zrzekł się mandatu poselskiego w związku z wyborem na burmistrza Łap.
W wyborach parlamentarnych w 2007 po raz drugi uzyskał mandat poselski, otrzymując 7545 głosów. W 2011 nie został ponownie wybrany. W 2014 powrócił do sejmiku podlaskiego z ramienia PiS. W 2015 został natomiast ponownie wybrany do Sejmu, otrzymując 6787 głosów. W wyborach w 2019 z powodzeniem ubiegał się o poselską reelekcję, otrzymując 14 101 głosów. W 2022 powołany na pełnomocnika jednego z okręgów PiS w województwie podlaskim. Również w 2023 utrzymał mandat poselski na kolejną kadencję, zdobywając 11 898 głosów.

## Odznaczenia
W 1997 otrzymał Srebrny Krzyż Zasługi.

## Życie prywatne
Żonaty od 1985. Ojciec dwóch córek i dwóch synów.